# Humedal de Chañaral
El humedal de Chañaral es un humedal urbano ubicado en la desembocadura del Río Salado en la comuna chilena de Chañaral.

## Origen
El humedal apareció después de varios aluviones en la región.

## Biodiversidad
El humedal alberga flora y fauna: peces, camarones y distintas especies de patos.El Comité Ambiental Comunal de Chañaral, una de las agrupaciones que ha trabajado en el humedal, realizó un censo de aves que identificó a 27 especies distintas.

## Preservación
En 2021, con el fin de preservar el humedal, se solicitó un estudio que planifique el desarrollo de la costanera de Chañaral.El gobierno regional de Chañaral ofició a la dirección general de aguas para que se hagan estudios sobre el lugar.
En 2022 y 2023, se realizaron operativos de limpieza para mantener el humedal,Mientras en 2022 la limpieza permitió recoger 50 bolsas de basura y fue a cargo de la oficina de aseo de la municipalidad en 2023 el operativo realizado por más de 30 voluntariados permitió recoger más de una tonelada de basura.
En 2023, el ministerio de medio ambiente adjudicó un fondo de protección ambiental al humedal en la categoría “Elaboración e implementación Temprana de Planes de Gestión de Humedales”.El fondo fue adjudicado a la Fundación Ciencia Atacama por un monto de 60 millones de pesos.